# Jonathan Westerberg
Jonathan Westerberg (né le 25 février 1994 en Suède) est un joueur d' échecs suédois.

## Palmarès en compétitions individuelles
Jonathan Westerberg remporte le championnat de Suède d'échecs junior qui se déroule à Lund en 2010, et à Stockholm en 2011 et 2013. En 2013. Il remporte également le championnat nordique d'échecs scolaires de Bifröst . Il est vainqueur de l'open de Stockholm en 2011, 2014 et 2015, et le championnat de la ville de Stockholm en 2011 et 2014.

## Parcours avec l'équipe nationale de Suède

### Parcours lors du championnat d'Europe des nations
En 2015, Jonathan Westerberg occupe l'échiquier de réserve de l'équipe nationale suédoise lors du championnat d'Europe qui se déroule à Reykjavík, en Islande.

### Parcours lors des olympiades d'échecs
Jonathan Westerberg joue pour l'équipe nationale de Suède lors des olympiades d'échecs :
- en 2016, il occupe l'échiquier de réserve lors des olympiades d'échecs qui se déroulent à Bakou, en Azerbaïdjan
- en 2018, il occupe l'échiquier de réserve lors des olympiades d'échecs qui se déroulent à Batoumi, en Géorgie.

## Parcours en club
Avec son club SK Rockaden Stockholm, Jonathan Westerberg remporte la première division suédoise, l'Elitserien, lors de la saison 2008/09. Il remporte le même championnat suédois lors des saisons 2014/15 et 2016/17, avec un autre club, le SK Team Viking. Depuis la saison 2018/19, il joue pour le club Stockholms Schacksällskap, avec qui il devient champion de Suède des clubs en 2020 . Avec l'équipe Viking, il participe à deux reprises à la coupe d'Europe des clubs, en 2014 et 2015. En 2015, l'édition se déroule à Skopje, en Macédoine. Il joue au premier échiquier et bat notamment le grand maître Vlastimil Babula, ce qui lui permet d'atteindre une norme de grand maître.

## Normes internationales
Jonathan Westerberg devient maître FIDE en 2011. Trois ans plus tard, il est Maître international, officiellement en août 2014. Il réalise les normes nécessaires pour l'obtention de ce titre lors de la Rilton Cup en 2012/13, à Stockholm, lors d'un tournoi de Grands maîtres "First Saturday" en octobre 2013 à Budapest, et avec une performance remarquée dans le groupe A du tournoi de maîtres internationaux Visma Chess qu'il remporte en juin 2014, à Växjö, en Suède.
Jonathan Westerberg s'attaque ensuite au titre de Grand maître international. En 2015, lors de la coupe d'Europe des clubs d'échecs qui se déroule à Skopje, en Macédoine, il joue au premier échiquier avec le club suédois Viking et bat notamment le grand maître Vlastimil Babula, ce qui lui permet d'atteindre une norme de grand maître.  
Il obtient officiellement son titre en janvier 2021. 